# 山口敏明
山口 敏明（やまぐち としあき、1928年9月16日 - 2000年1月3日）は、日本の実業家。東ソー代表取締役社長、新大協和石油化学代表取締役社長、経済同友会副代表幹事、塩化ビニル工業協会会長、プラスチック処理促進協会会長などを歴任した。

## 人物・経歴
中華民国奉天市出身。1942年陸軍幼年学校進学。陸軍予科士官学校在学中、ソ連対日参戦を前に満州国で母を自決により亡くす。日本の降伏後、1945年旧制東京商科大学（現一橋大学）入学。大学では同期の伊東光晴（京都大学名誉教授）らとともに一橋新聞の活動に熱中した。1951年大学を卒業し、東洋曹達工業（現東ソー）に入社。企画部門や、ファイン・スペシャリティー事業、海外事業等を担当した。
新大協和石油化学の育成を行い、1984年から東洋曹達工業代表取締役社長及び新大協和石油化学代表取締役社長を務め、1990年には両社の合併を実現した。"ウサちゃん"と綽名され、1991年からは経済同友会副代表幹事として、政財界の守旧派と戦い産業界の改革にあたった。この他、塩化ビニル工業協会（現塩ビ工業・環境協会）会長、プラスチック処理促進協会会長などを歴任。1992年東ソー会長。1990年に藍綬褒章を受章。2000年1月3日、尿管がんのため東京都済生会中央病院で死去。東ソーによりお別れの会が開催された。